# Борченски мост
Борченският мост е комбиниран пътен и железопътен мост в Румъния, свързващ левия бряг на Дунав с остров Балта Яломитей, пресичайки ръкава Борча край град Фетещ. Заедно с моста при Черна вода от острова до Черна вода в Добруджа свързва двата бряга на Дунав. 
Изграден е през 1987 г. като част от автомагистралата Букурещ - Констанца. Мостът има стоманена конструкция и дължина 971 m с максимален отвор 140 m.